# Pezolepis denigrata
Pezolepis denigrata är en svampart som beskrevs av Syd. 1925. Pezolepis denigrata ingår i släktet Pezolepis, ordningen disksvampar, klassen Leotiomycetes, divisionen sporsäcksvampar och riket svampar.   Inga underarter finns listade i Catalogue of Life.